# Mieszki-Różki
Mieszki-Różki – wieś sołectwo w Polsce, położona w województwie mazowieckim, w powiecie ciechanowskim, w gminie Ciechanów.
| SIMC    | Nazwa           | Rodzaj    |
| ------- | --------------- | --------- |
| 0112532 | Bardonki        | część wsi |
| 0112549 | Mieszki-Atle    | część wsi |
| 0112555 | Mieszki-Bardony | część wsi |

W latach 1975–1998 wieś administracyjnie należała do województwa ciechanowskiego. 15 lutego 2002 nastąpiło uzyskanie przez Sokołówek, ówcześnie będący częścią wsi, statusu wsi.